# Aeschynanthus planiculmis
Aeschynanthus planiculmis là một loài thực vật có hoa trong họ Tai voi. Loài này được (C.B.Clarke) Gamble mô tả khoa học đầu tiên năm 1924.